# John Bryant (Basketballspieler)
John Henry Bryant III (* 13. Juni 1987 in Berkeley, Kalifornien) ist ein deutsch-amerikanischer Basketballspieler, der zurzeit beim Mitteldeutschen BC in der Basketball-Bundesliga unter Vertrag steht. Zuvor spielte unter anderem für Ratiopharm Ulm, die Gießen 46ers und den FC Bayern München, mit dem er 2014 deutscher Meister wurde, in der deutschen Basketball-Bundesliga.

## Karriere
John Bryant bekam nach seinem Schulabschluss an der Pinole Valley High School, für deren Schulmannschaften er auch im American Football aktiv gewesen war, als talentierter Centerspieler, der auch regionale Auszeichnungen in seiner Altersklasse erhalten hatte, ein Sportstipendium an der Santa Clara University, deren Hochschulmannschaft Broncos in der West Coast Conference der NCAA Division I spielt. Obwohl sein trotz seiner Körpergröße vergleichsweise sehr hohes Gewicht von damals bereits rund 350 amerikanischen Pfund Zweifel an seiner Eignung für diese Spielklasse, in der üblicherweise sich auch die besten Talente des Landes auf eine Karriere in der NBA vorbereiten, aufwarf, konnte sich Bryant bereits als Freshman in die Startformation der Broncos spielen und erreichte eine Auszeichnung als Spieler des Monats seiner Conference in seinem dritten Jahr als Junior, in dem er in der Hälfte seiner Spiele ein double-double und durchschnittlich rund 19 Punkte und 9,8 Rebounds pro Spiel erreichte. Nachdem er sein Gewicht auf rund 270 Pfund reduziert hatte, ließ er sich in seinem letzten Hochschuljahr auch von einem tätlichen Angriff nicht aus der Bahn werfen, erreichte in 26 von 33 Spielen ein double-double, davon sechs mit mehr als 20 Punkten und 20 Rebounds, und wurde zum besten Spieler der Saison seiner Conference gewählt. Zudem erreichte bei der "All-American"-Wahl der besten Collegespieler von Associated Press eine honorable mention (deutsch ehrenvolle Erwähnung), was teamintern für einen Spieler der Broncos die erste solche Auszeichnung nach Steve Nash 13 Jahre zuvor war.
Nachdem Bryant trotz seiner Leistungen im NBA-Draft 2009 von keiner Mannschaft der NBA ausgewählt worden war, begann er seine professionelle Karriere als Basketballspieler 2009 in der damals D-League genannten Minor League der NBA, in der Spieler an die NBA herangeführt werden sollen. Mit den ein Jahr zuvor gegründeten BayHawks aus Erie scheiterte er jedoch nach 21 Siegen in 50 Spielen der Saisonhauptrunde wie auch mit den Broncos in der NCAA zuvor an einer Postseason-Teilnahme. Bryant verpasste mit 13,4 Punkten und 9,5 Rebounds pro Spiel ein double-double im Durchschnitt nur knapp und war bei den Saisonstatistiken dieser Liga bei Rebounds und Shotblocks pro Spiel unter den besten zehn Spieler zu finden. Anschließend überzeugte ihn sein Landsmann Mike Taylor zu einem Wechsel nach Deutschland, wo Taylor die Erstligamannschaft Ratiopharm Ulm in der Basketball-Bundesliga trainierte. Obwohl Bryant mit knapp 15 Punkten und 11 Rebounds im Durchschnitt ein double-double erzielte und effektivster und reboundstärkster Spieler der Liga war, verpassten die Ulmer in der Saison 2010/11 nach nur zwölf Siegen in 34 Spielen eine Playoff-Teilnahme deutlich. Nach dem Umzug in die Ratiopharm Arena gelang unter dem neuen Trainer Thorsten Leibenath in der Saison 2011/12 ein turnaround, der die Mannschaft nach 27 Siegen auf den zweiten Platz der Saisonhauptrunde und die bis dahin beste Bilanz der Ulmer Basketballgeschichte führte. In den Play-offs um die deutsche Meisterschaft blieb man bis zur Finalserie ohne Niederlage, bevor man dort gegen Titelverteidiger Brose Bamberg ohne Sieg blieb und nach 1998 zum zweiten Mal die Vizemeisterschaft nach Ulm holte. Damit konnten sich die Ulmer erstmals nach dem Wiederaufstieg auch wieder für einen internationalen Wettbewerb qualifizieren und erreichten im Eurocup (Spielzeit 2012/13) auf Anhieb nach den Gruppenphasen die Ausscheidungsspiele um den Titel. Dabei scheiterte man im Viertelfinale am späteren Finalisten Bilbao Basket. Nachdem man im Vorjahr das Halbfinale im Pokal nur knapp nach Verlängerung gegen Double-Gewinner Brose Bamberg verloren hatte, erreichte man im BBL-Pokal 2013 das Finalspiel, das gegen Gastgeber Alba Berlin dann jedoch deutlich verloren wurde. In der Bundesliga-Spielzeit 2012/13 bestätigte die Mannschaft den Erfolg der Vorsaison weitgehend und erreichte nach 24 Siegen den dritten Platz, in den Playoffs scheiterte man diesmal bereits im Halbfinale nach fünf Spielen am Zweiten EWE Baskets Oldenburg. Nachdem Bryant zum dritten Mal in das BBL All-First-Team als bester Spieler auf seiner Position gewählt sowie zum zweiten Mal in Folge als Spieler des Jahres der Basketball-Bundesliga ausgezeichnet worden war, wurde er auch im zweitwichtigsten europäischen Wettbewerb Eurocup im First Team als bester Spieler auf seiner Position ausgezeichnet. Danach war Bryant in Ulm nicht mehr zu halten und eine weitere Vertragsverlängerung nach 2011 kam nicht mehr zustande.
Am 2. Juli 2013 unterschrieb Bryant einen Zweijahresvertrag beim ambitionierten Ulmer Ligakonkurrenten FC Bayern München, mit dem er auf Anhieb in der Saison 2013/14 Deutscher Meister wurde, als man in der Finalserie Alba Berlin in vier Spielen bezwang und erstmals nach dem Wiederaufstieg und nach 59 Jahren Pause den Meistertitel zu den Bayern holte. Im wichtigsten europäischen Vereinswettbewerb EuroLeague erreichten die mit einer Wild Card ausgestatteten Münchner als einzige deutsche Mannschaft noch vor dem vormaligen deutschen Meister Bamberg die zweite Gruppenphase der 16 besten europäischen Mannschaften, in der jedoch nach fünf Siegen in 14 Spielen Endstation war. In der EuroLeague-Spielzeit 2014/15 hingegen schied man im Unterschied zu Wild-Card-Teilnehmer Alba Berlin bereits nach nur zwei Siegen in zehn Spielen der ersten Gruppenphase aus, durfte aber nach dem Jahreswechsel im Eurocup weiterspielen, in dem man in der zweiten Gruppenphase unter anderem Brose Bamberg zweimal besiegte und ohne Niederlage blieb. In den Ausscheidungsspielen im Achtelfinale verlor man jedoch zweimal sehr deutlich gegen den spanischen Titelverteidiger Valencia BC. In den Playoffs um die deutsche Meisterschaft konnte man sich als Hauptrundendritter in einer dramatischen Halbfinalserie in fünf Spielen gegen den Zweiten Alba Berlin durchsetzen, um dann schließlich in der Finalserie erneut in fünf Spielen Brose Bamberg zu unterliegen, die sich den Titel zurückholten.  Anschließend verlängerte Bryant, der 2015 nach einem Jahr Pause zum vierten Mal in das BBL All-First-Team gewählt worden war, seinen auslaufenden Vertrag um weitere zwei Jahre bis zum 30. Juni 2017. In der EuroLeague scheiterten die erneut mit einer Wild Card ausgestatteten Münchner diesmal nur knapp am Einzug in die zweite Gruppenphase, die man aber dann erfolgreich im Eurocup bestritt, um im Achtelfinale Alba Berlin zu bezwingen, bevor man im Viertelfinale knapp dem späteren Titelgewinner Galatasaray Istanbul unterlag. In den Playoffs der Bundesliga-Spielzeit 2015/16 konnten die Bayern als Hauptrundenvierter in der ersten Playoff-Runde die MHP Riesen Ludwigsburg in fünf Spielen zunächst noch besiegen, bevor man in der Halbfinalserie alle drei Spiele gegen Titelverteidiger Brose Bamberg jeweils mit zweistelliger Punktedifferenz deutlich verlor. Bei den ambitionierten Münchnern stand Bryants vergleichsweise hohes Gewicht und die damit verbundene fehlende Spritzigkeit viel stärker im Mittelpunkt, nachdem die sportliche Entwicklung der Mannschaft nach den Anfangserfolgen und individuellem Lob von Trainer Svetislav Pešić stagnierte. Nach Gewichtszunahmen in der Off-Season brauchte Bryant tendenziell immer länger, um auf das von den Bayern vorausgesetzte Leistungsniveau zu kommen, und wurde dafür in der Boulevardpresse heftig angegriffen. Schließlich einigte sich Bayern, bei denen zur folgenden Saison Aleksandar Đorđević neuer Trainer wurde, auf eine vorzeitige Vertragsauflösung mit Bryant.
Daraufhin verließ Bryant zunächst Deutschland, wo er eine Familie gegründet und Vater geworden war, und unterschrieb einen Vertrag in Spanien beim Klub aus Valencia. Diese Verpflichtung erwies sich als großes Missverständnis in Zeiten, in denen „Small Ball“ nicht nur in der NBA immer populärer geworden war und der Frontcourt in Valencia mit Bojan Dubljević, Will Thomas und Luke Sikma bereits hochklassig besetzt war. Während Valencia BC am Saisonende unter Trainer Pedro Martínez erstmals spanischer Meister wurde, wurde Bryant bereits nach zwei Einsätzen in der Liga ACB Anfang Oktober 2016 wieder entlassen. Daraufhin unterzeichnete Bryant im November 2016 einen befristeten Vertrag für zwei Monate beim monegassischen Klub AS Monaco, der aber am französischen Ligenbetrieb teilnimmt. Bryant hatte für den Klub sechs Einsätze in der höchsten französischen Spielklasse LNB Pro A bis Ende Januar, bevor die Mannschaft im Februar 2017 ihren Titel im französischen Ligapokal verteidigte. Die Erfahrung in Monaco half ihm aber bei seinem Entschluss, seine Karriere fortzusetzen. Nach einer vereinslosen Zeit, in der Bryant mit Hilfe eines Personal Trainers seine Fitness zu verbessern suchte, schloss er sich in Deutschland im September 2017 dem Bundesligisten Gießen 46ers an. In der Bundesliga-Spielzeit 2017/18 stand er in 34 Bundesliga-Einsätzen für die Mittelhessen stets in der Starting Five und erzielte dabei pro Begegnung ein „double-double“ im Durchschnitt wie auch in der folgenden Saison 2018/19: Er erzielte pro Begegnung im Durchschnitt 18,2 Punkte sowie 10,7 Rebounds. Beides waren mannschaftsinterne Höchstwerte und Letzteres auch der Ligaspitzenwert in der Bundesliga-Hauptrunde. Dabei wurde er in der Saison 2017/18 erneut als bester Spieler auf seiner Position bereits zum fünften Mal in das BBL All-First-Team gewählt und musste eine Saison später als Mitglied im All-Second-Team nur seinem Kollegen Rašid Mahalbašić den Vortritt lassen.
Mitte Dezember 2018 nahm Bryant die deutsche Staatsbürgerschaft an und verfügt seitdem über eine Doppelstaatsangehörigkeit. Während die Gießener in den ersten beiden Saisons sich im Tabellenmittelfeld platzieren oder zumindest den Anschluss daran halten konnten, erzielte man in der wegen der COVID-19-Pandemie unterbrochenen und dann vorzeitig beendeten Bundesliga-Spielzeit 2019/20 nur sechs Siege in 20 Spielen und rangierte im unteren Tabellendrittel. Bryants Einsatzzeit hatte sich um knapp ein Drittel reduziert und sein Effektivitätswert von knapp 25 der vorangegangenen beiden Saisons auf unter 15 in der Spielzeit 2019/20 verringert, worauf neben personellen Veränderungen im Management auch das Vertragsende von Bryant in Gießen am 8. Juli 2020  bekanntgegeben wurde.
Zu Beginn der Saison 2020/21 hielt sich Bryant zunächst beim Zweitligisten Uni Baskets Paderborn fit, bei dem sein ehemaliger Mitspieler aus Ulmer Zeiten Steven Esterkamp Trainer war. Nachdem Centerkollege Tom Alte einen Mittelhandbruch erlitten hatte, wurde Bryant schließlich im November 2020 von den Ostwestfalen eingesetzt, um seine Fitness auch für höher dotierte Angebote unter Beweis zu stellen. Dies war nach sieben Einsätzen in der ProA-Runde 2020/21 von Erfolg gekrönt. Bryant war in diesen mit 16,4 Punkten sowie 8,9 Rebounds je Begegnung in beiden Wertungen Paderborns Bester. Nachdem Trainer Ingo Freyer bei seinem vormaligen Klub Gießen 46ers nach miserablem Saisonstart von neun Niederlagen ohne Sieg entlassen worden war und auch Centerspieler Johannes Richter den Verein verlassen hatte, holten die Gießener Bryant in die Bundesliga zurück. Er verfehlte mit den Mittelhessen im Mai 2021 den Klassenerhalt, Bryant war für Gießen 2020/21 in 22 Bundesliga-Spielen zum Einsatz gekommen und hatte es auf Mittelwerte von 13,9 Punkte sowie 7,4 Rebounds gebracht.
Mitte Januar 2022 wechselte Bryant innerhalb der Bundesliga zum Mitteldeutschen BC. In der Saison 2022/23 bestritt er als Mannschaftskapitän sämtliche Saisonspiele. 2025 gewann er mit dem MBC den deutschen Pokalwettbewerb.

## Erfolge
- Deutscher Pokalsieger mit dem Mitteldeutschen BC (2025)
- Deutscher Meister mit dem FC Bayern München (2014)
- Deutscher Vize-Meister mit Ratiopharm Ulm (2012)
- Deutscher Vizepokalsieger (2013)

## Auszeichnungen
NCAA 
- Spieler des Jahres der West Coast Conference (2009)
- AP All-American honorable mention (2009)

 BBL 
- 2× MVP der Saisonhauptrunde (2012, 2013)
- 2× Teilnehmer am BBL All-Star Game (2012, 2013)
- 2× BBL All-Star MVP (2012, 2013)
- 5× BBL All-First-Team (2011, 2012, 2013, 2015, 2018)
- 2× BBL Bester Offensivspieler (2013, 2019)

 Eurocup 
- All-EuroCup First Team (2013)

Sonstige
- Sportler des Jahres in Mittelhessen (2018)[32]